# Bahnhof Takao
Der Bahnhof Takao (jap. 高尾駅, Takao-eki) ist ein Bahnhof auf der japanischen Insel Honshū, betrieben von den Bahngesellschaften JR East und Keiō Dentetsu. Er befindet sich in der Präfektur Tokio auf dem Gebiet der Stadt Hachiōji und ist ein bedeutender Knotenpunkt am westlichen Rand der Metropolregion Tokio.

## Verbindungen
In Takao geht die urbane, von Tokio her kommende Chūō-Schnellbahnlinie in den ländlich geprägten Teil der Chūō-Hauptlinie über, die in Richtung Shiojiri und Nagoya führt. Aus diesem Grund ist Takao, obwohl als Durchgangsbahnhof konzipiert, die Endstation vieler Nahverkehrszüge und gleichzeitig ein Umsteigebahnhof. Beide Linien teilen sich dieselbe Trasse und werden von der Bahngesellschaft JR East betrieben. Hinzu kommt die Keiō Takao-Linie der Bahngesellschaft Keiō Dentetsu von Shinjuku über Chōfu nach Takaosanguchi; wegen der unterschiedlichen Spurweiten gibt es keine Gleisverbindung zwischen beiden Strecken.
Aus und in Richtung Tokio bietet JR East auf der Chūō-Schnellbahnlinie tagsüber fünf bis sechs Verbindungen je Stunde an, während der Hauptverkehrszeit bis zu elf Verbindungen je Stunde. Nicht alle Züge wenden hier: Mehrere Eilzüge werden über Takao hinaus nach Ōtsuki oder Kawaguchiko verlängert. Auf der Chūō-Hauptlinie (also in westlicher Richtung) verkehren je nach Tageszeit stündlich zwei bis vier Personenzüge von Takao über Ōtsuki nach Kōfu. In einzelnen Fällen ist Tachikawa die östliche Endstation. Auf der Keiō Takao-Linie werden an Werktagen sechs bis acht Züge je Stunde angeboten, wobei fast alle in Kitano auf die anschließende Keiō-Linie in Richtung Shinjuku übergeleitet werden oder von dort herkommen. Zu allen Tageszeiten außer in den Abendstunden wechseln sich Nahverkehrs- und Schnellzüge ab. Aufgrund des regen Ausflugsverkehrs ist die Zahl der Schnellzüge an Wochenenden und Feiertagen höher.
Der nördliche Bahnhofsvorplatz ist Standort mehrerer Bushaltestellen, die von neun Linien der Gesellschaften Nishi Tōkyō Bus und Keiō Bus Minami bedient werden. Bis zur Umgestaltung des Vorplatzes im Jahr 2016 war aufgrund der beengten Platzverhältnisse eine Busdrehscheibe in Betrieb. Weitere Bushaltestellen an der Südseite werden von elf Linien der Gesellschaften Keiō Dentetsu Bus, Keiō Bus Minami, Nishi Tōkyō Bus und Tokyo Airport Transportation bedient.

## Anlage
Der Bahnhof steht im Nordosten des Stadtteils Takaomachi im Minamiasa-Tal. Er ist von Osten nach Westen ausgerichtet und besteht aus zwei Teilen, dem größeren JR-Bahnhof an der Nordseite mit Gleisen in Kapspur (1067 mm) und dem Keiō-Bahnhof an der Südseite mit Gleisen in „schottischer Spur“ (1372 mm). Erster befindet sich ebenerdig, letzterer aufgeständert auf einem Viadukt. Am westlichen Ende des Bahnhofgeländes kreuzen die JR-Gleise einen höhengleichen Bahnübergang, während die parallel verlaufenden Keiō-Gleise die Straße hindernisfrei überqueren.
Von den insgesamt elf Gleisen des JR-Bahnhofs dienen vier dem Personenverkehr (davon ein Stumpfgleis). Diese liegen an zwei überdachten Mittelbahnsteigen und sind über zwei gedeckte Überführungen erreichbar. Umschlossen sind die Bahnsteige von einer viergleisigen Abstellanlage im Norden und zwei Durchfahrtsgleisen für den Fern- und Güterverkehr im Süden. Die westliche Überführung stellte die Verbindung zu einem hölzernen Empfangsgebäude an der Nordseite her, dessen Bauweise einem Tempel nachempfunden ist. Die östliche Überführung verbindet beide Bahnsteige mit dem südlichen, moderneren Empfangsgebäude, das beidseits von Gleisen umgeben ist. Von dort aus gelangt man entweder zu einem Keio Store (Einkaufszentrum der Keio Group) oder zum Bahnhof der Keiō Dentetsu, der zwei Gleise an einem überdachten Mittelbahnsteig umfasst.
Im Fiskaljahr 2019 nutzten durchschnittlich 41.318 Fahrgäste täglich den Bahnhof. Davon entfielen 28.214 auf JR East und 13.104 auf Keiō Dentetsu.

## Bilder

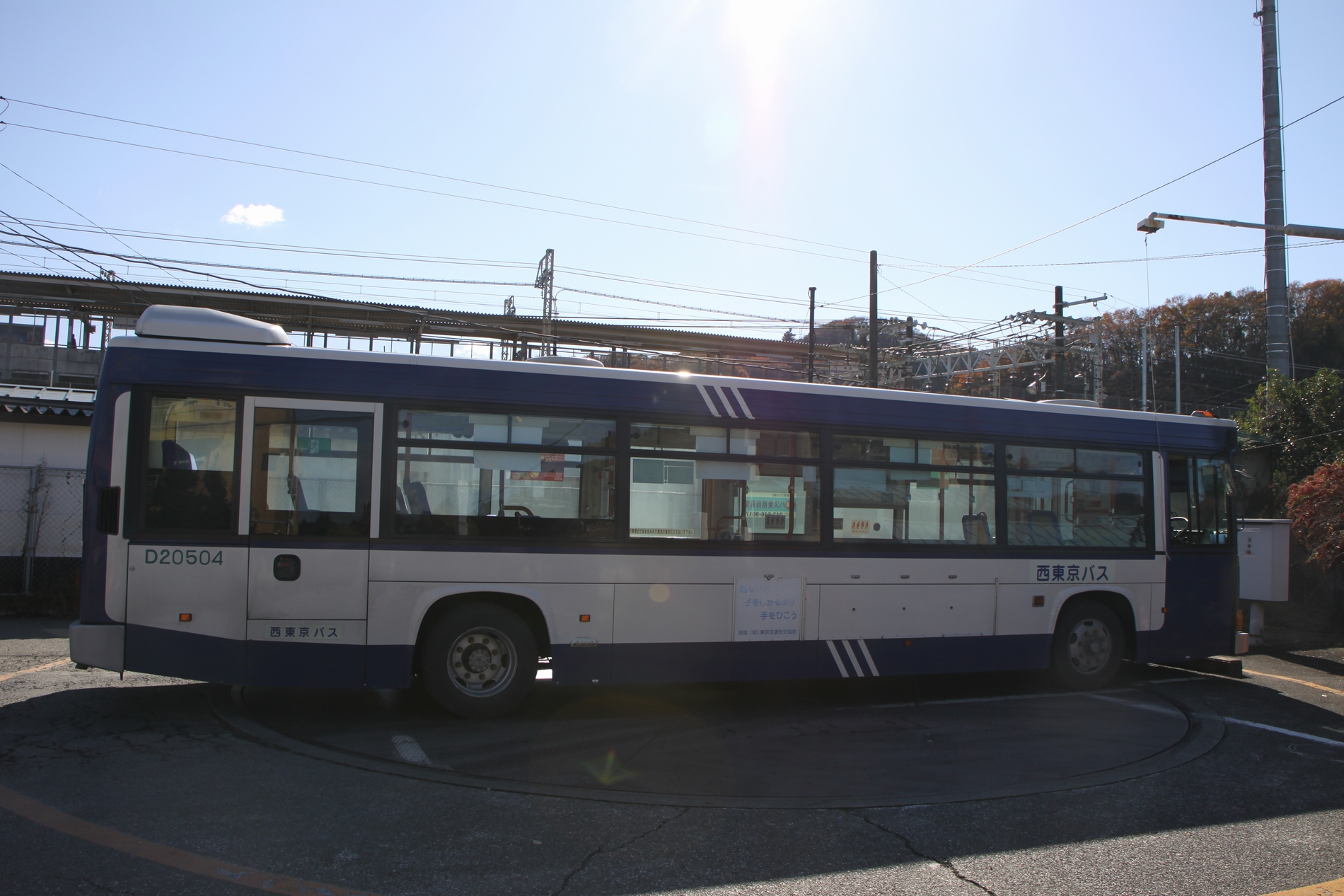
Busdrehscheibe
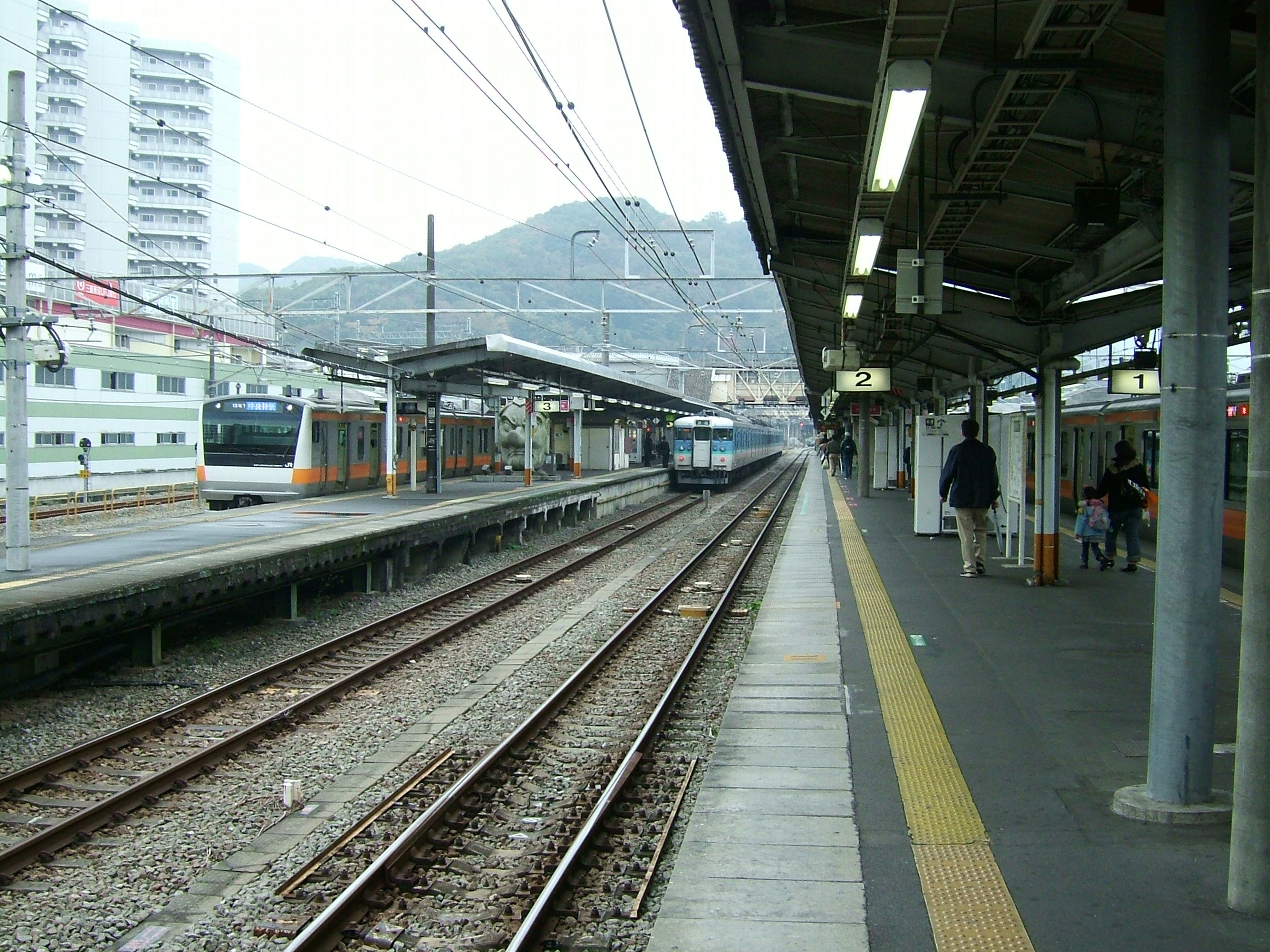
Bahnsteige von JR East
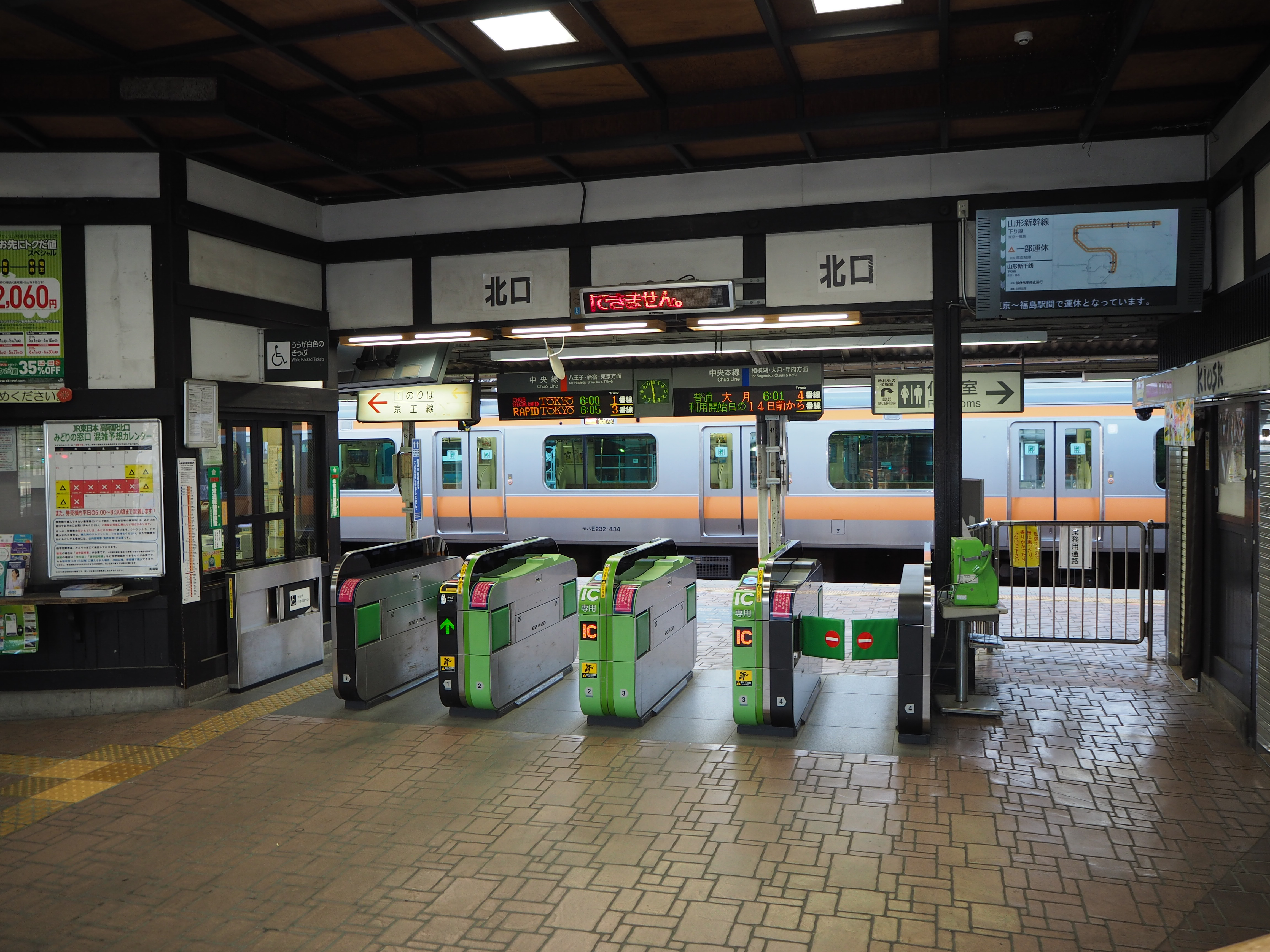
Bahnsteigsperren
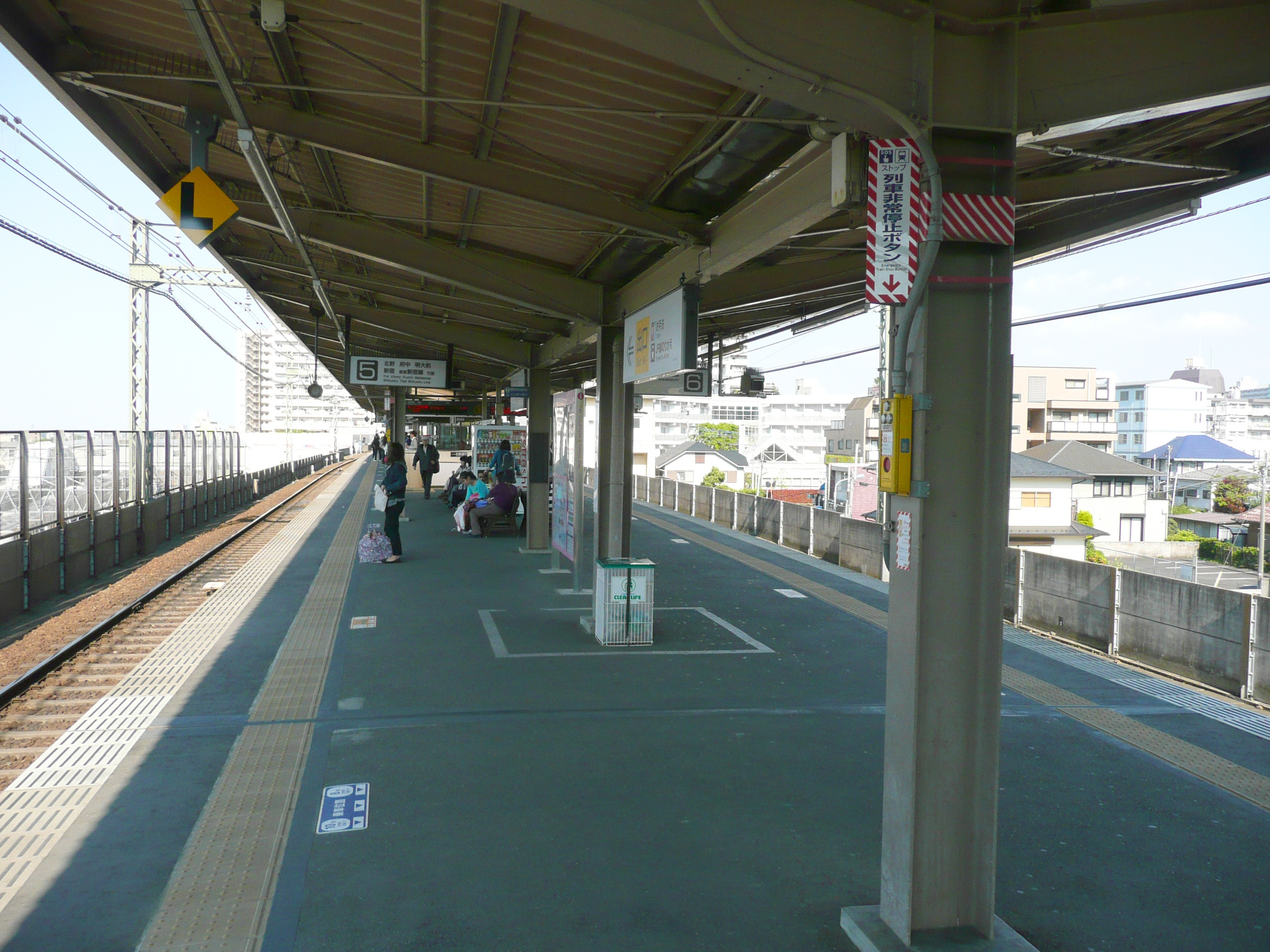
Bahnsteig von Keiō Dentetsu

## Gleise
JR East
| 1   | ▉ Chūō-Schnellbahnlinie | Hachiōji • Tachikawa • Mitaka • Nakano • Shinjuku • Tokio |
| 2–4 | ▉ Chūō-Hauptlinie       | Ōtsuki • Kōfu                                             |

Keiō Dentetsu
| 5 | ▉ Keiō Takao-Linie | Kitano • Takahatafudō • Chōfu • Meidaimae • Shinjuku |
| 6 | ▉ Takao-Linie      | Takaosanguchi                                        |

## Linien
| Verlauf der Chūō-Hauptlinie |
| --- |
| Takao • Sagamiko • Fujino • Uenohara • Shiotsu • Yanagawa • Torisawa • Saruhashi • Ōtsuki • Hatsukari • Sasago • Kai-Yamato • Katsunuma-budōkyō • Enzan • Higashi-Yamanashi • Yamanashishi • Kasugaichō • Isawa-Onsen • Sakaori • Kōfu • Ryūō • Shiozaki • Nirasaki • Shimpu • Anayama • Hinoharu • Nagasaka • Kobuchizawa • Shinano-Sakai • Fujimi • Suzurannosato • Aoyagi • Chino • Kami-Suwa • Shimo-Suwa • Okaya • Midoriko • Shiojiri • Seba • Hideshio • Niekawa • Kiso-Hirasawa • Narai • Yabuhara • Miyanokoshi • Harano • Kiso-Fukushima • Agematsu • Kuramoto • Suhara • Ōkuwa • Nojiri • Jūnikane • Nagiso • Tadachi • Sakashita • Ochiaigawa • Nakatsugawa • Mino-Sakamoto • Ena • Takenami • Kamado • Mizunami • Tokishi • Tajimi • Kokokei • Jōkōji • Kōzōji • Jinryō • Kasugai • Kachigawa • Shin-Moriyama • Ōzone • Chikusa • Tsurumai • Kanayama • Nagoya Tatsuno-Zweigstrecke: Okaya • Kawagishi • Tatsuno • Shinano-Kawashima • Ono • Shiojiri |

| Verlauf der Chūō-Schnellbahnlinie |
| --- |
| Tokyo –Kanda • Ochanomizu • Yotsuya • Shinjuku • Nakano • Kōenji • Asagaya • Ogikubo • Nishi-Ogikubo • Kichijōji • Mitaka • Musashi-Sakai • Higashi-Koganei • Musashi-Koganei • Kokubunji • Nishi-Kokubunji • Kunitachi • Tachikawa • Hino • Toyoda • Hachiōji • Nishi-Hachiōji • Takao |

| Verlauf der Keiō Takao-Linie                                                 |
| ---------------------------------------------------------------------------- |
| Kitano • Keiō-Katakura • Yamada • Mejirodai • Hazama • Takao • Takaosanguchi |

## Geschichte
Die staatliche Eisenbahnverwaltung (das spätere Eisenbahnministerium) eröffnete den Bahnhof am 1. August 1901, zusammen mit dem Abschnitt Hachiōji–Uenohara der Chūō-Hauptlinie. Der Name des Bahnhofs lautete damals Asakawa (浅川), nach dem gleichnamigen Dorf in unmittelbarer Nähe. Am 5. August 1945, wenige Wochen vor dem Ende des Pazifikkriegs, beschoss ein amerikanisches P-51-Jagdflugzeug beim Inohana-Tunnel westlich des Bahnhofs einen vollbesetzten, in Richtung Nagano fahrenden Personenzug. Dabei kamen 52 Menschen ums Leben und mehr als 130 erlitten Verletzungen. Die Japanische Staatsbahn stellte am 20. April 1960 den Güterumschlag ein und benannte den Bahnhof Asakawa am 20. März 1961 in Takao um (die Gemeinde Asakawa war zwei Jahre zuvor nach Hachiōji eingemeindet worden). Zur Erschließung des touristisch bedeutenden Bergs Takao eröffnete die Keiō Teito Dentetsu (seit 1998 Keiō Dentetsu) am 1. Oktober 1967 die Takao-Linie zwischen Kitano und Takaosanguchi, mit einem eigenen Bahnhof Takao. Im Rahmen der Staatsbahnprivatisierung ging der ältere Bahnhofsteil am 1. April 1987 in den Besitz der neuen Gesellschaft JR East über.